# リード・ジャパンカップ
リード・ジャパンカップは、日本山岳・スポーツクライミング協会が主催する、スポーツクライミングのうちリード種目の全国大会である。同種の大会としては国内最長の歴史を誇る。

## 概要
大会開催地選定や競技方式については紆余曲折があったが、2008年の大分大会からは毎年6月上旬に国民体育大会リハーサル大会として、その年の国体会場で開催されてきた。2017年開催の第31回大会をもってその歴史に幕を下ろすこととなった。
その後、2019年3月「第32回リードジャパンカップ」として再開する。
2020年（令和2年）2月28日、日本山岳・スポーツクライミング協会は、3月7・8日に加須市で無観客試合にて開催予定の「第33回リードジャパンカップ」について、新型コロナウイルスの感染に伴い、延期する決定をした。今後は、感染状況をみながら、開催場所や日時などを検討するとした。3月13日、日本山岳・スポーツクライミング協会は、延期としていた大会について、4月11日-12日に開催することを発表した。また、今後の感染拡大の状況によっては、再度の延期または中止も検討するとした。3月24日、新型コロナウイルス感染症 (COVID19)が世界中で爆発的に感染拡大しており、日本国内においても決して予断を許さない状況により、再度、LJCを延期することになった。6月12日、延期していた「第33回リードジャパンカップ (LJC)」の開催を決定した。日程: 8月9日（日）- 11日（火）、会場・岩手県営運動公園 スポーツクライミング競技場。

## 開催履歴
| 回 | 年   | 開催地                                                           | 女子優勝       | 男子優勝   |
| -- | ---- | ---------------------------------------------------------------- | -------------- | ---------- |
| 1  | 1987 | （予選）山梨県北杜市・瑞牆山 （決勝）山梨県北杜市・小川山        | 大島三枝       | 堀池清次   |
| 2  | 1988 | 静岡県静岡市・ツインコアビル                                     | パスカルノエル | 寺島由彦   |
| 3  | 1989 | 福島県いわき市・二ツ箭山                                         | 檜谷錦子       | 北山真     |
| 4  | 1990 | 山梨県都留郡丹波山村・奥多摩小袖鍾乳洞                           | 茂木恵理子     | 柘植求     |
| 5  | 1991 | 兵庫県兵庫市                                                     | 古田里佳       | 箕和田一洋 |
| 6  | 1992 |                                                                  | 大岩あき子     | 平山裕示   |
| 7  | 1993 |                                                                  | リンヒル       | 平山裕示   |
| 8  | 1994 |                                                                  | 大岩あき子     | 山崎岳彦   |
| 9  | 1995 |                                                                  | 杉守千晶       | 杉野保     |
| 10 | 1996 |                                                                  | 木村理恵       | 宇佐美友樹 |
| 11 | 1997 | 広島県大竹市・マロンウォールみくら                               | 木村理恵       | 小山田大   |
| 12 | 1998 | 大阪府交野市・ほしだ園地クライミングウォール                     | 中貝星子       | 柴田朋広   |
| 13 | 1999 | 神奈川県秦野市・県立山岳スポーツセンター                         | 木村理恵       | 立木孝明   |
| 14 | 2000 | 埼玉県加須市・加須市民体育館                                     | 南裏保恵       | 松島暁人   |
| 15 | 2001 | 富山県城端町・桜ヶ池クライミングセンター                         | 小林由佳       | 竹田拓哉   |
| 16 | 2002 | 宮城県仙台市・県営第2総合運動場クライミングウォール              | 小林由佳       | 伊東秀和   |
| 17 | 2003 | 高知県本山町・吉野クライミングセンター                           | 広畠佑子       | 茂垣敬太   |
| 18 | 2004 | 北海道札幌市・レインボークリフ                                   | 小林由佳       | 篠崎喜信   |
| 19 | 2005 | 埼玉県加須市・加須市民体育館                                     | 野口啓代       | 平山ユージ |
| 20 | 2006 | 岡山県真庭市・湯原クライミングセンター                           | 野口啓代       | 安間佐千   |
| 21 | 2007 | 神奈川県秦野市・県立山岳スポーツセンター                         | 野口啓代       | 安間佐千   |
| 22 | 2008 | 大分県竹田市・県立竹田高等学校                                   | 小田桃花       | 伊東秀和   |
| 23 | 2009 | 新潟県上越市安塚区・安塚B&G海洋センター                          | 小林由佳       | 安間佐千   |
| 24 | 2010 | 千葉県印西市・松山下公園総合体育館                               | 小田桃花       | 安間佐千   |
| 25 | 2011 | 山口県山口市・山口県セミナーパーク                               | 小田桃花       | 安間佐千   |
| 26 | 2012 | 岐阜県岐阜市・岐阜市文化センター                                 | 小田桃花       | 樋口純裕   |
| 27 | 2013 | 東京都東久留米市・東久留米市スポーツセンター                     | 小林由佳       | 笠原大輔   |
| 28 | 2014 | 長崎県大村市・県立大村高等学校                                   | 大田理裟       | 松島暁人   |
| 29 | 2015 | 和歌山県みなべ町・県立南部高等学校                               | 田嶋あいか     | 樋口純裕   |
| 30 | 2016 | 岩手県盛岡市・岩手県営運動公園 登はん競技場                      | 森秋彩         | 是永敬一郎 |
| 31 | 2017 | 愛媛県西条市・石鎚クライミングパーク SAIJO、西条市西条西部体育館 | 森秋彩         | 本間大晴   |
|    | 2018 | 未開催                                                           |                |            |
| 32 | 2019 | 千葉県印西市・松山下公園 総合体育館                              | 野口啓代       | 藤井快     |
| 33 | 2020 | 岩手県盛岡市・岩手県営運動公園 スポーツクライミング競技場        | 森秋彩         | 西田秀聖   |
| 34 | 2021 | 千葉県印西市・松山下公園 総合体育館                              | 森秋彩         | 吉田智音   |
| 35 | 2022 | 千葉県印西市・松山下公園 総合体育館                              | 森秋彩         | 本間大晴   |
| 36 | 2023 | 千葉県印西市・松山下公園 総合体育館                              | 森秋彩         | 小俣史温   |